# Uktus-Avia

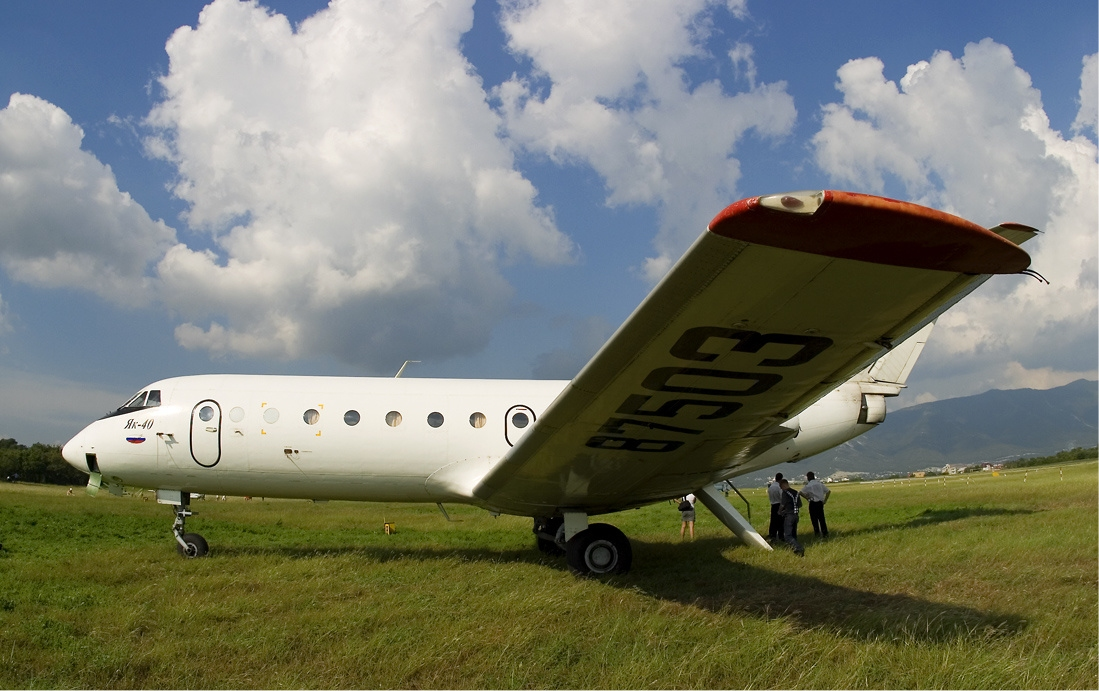
Yakovlev Yak-40 nella livrea storica della Uktus-Avia.

La Uktus-Avia (in russo: Авиакомпания Уктус) è stata una compagnia aerea russa fondata nel 2010. Ha cessato le operazioni nel 2011.

## Storia Aeroflot-Sverdlovsk-2 o il Secondo Distaccamento Aereo di Sverdlovsk
- 19 settembre 1923 - l'inaugurazione della pista all'aeroporto Uktus e l'arrivo dei primi tre aerei tedeschi Junkers F 13. Nel 1923 sono stati effettuati i primi 93 voli con gli aerei arrivati a Ekaterinburg e sono stati trasportati i primi 229 passeggeri.
- 22 luglio 1928 - l'inaugurazione dei voli di linea sulla rotta Sverdlovsk-Uktus - Mosca.
- 15 agosto 1930 - l'inaugurazione dei voli di linea sulla rotta Sverdlovsk-Uktus - Magnitogorsk.
- 1º gennaio 1932 - l'inaugurazione della prima pista e del primo Terminal Passeggeri a Uktus.
- 1933 - l'inizio dei voli di linea da Sverdlovsk per Tjumen', Surgut, Serov, Berezniki con gli aerei sovietici Putilov Stal-2.
- 1934 - l'inaugurazione dei voli di linea sulle rotte per Novosibirsk, Irkutsk, Čeljabinsk. In un anno all'aeroporto Uktus sono transitati 1600 passeggeri.
- 1935 - l'arrivo a Sverdlovsk dei primi aerei Putilov Stal-3.
- Maggio 1938 - il primo aereo statunitense Douglas DC-3 atterra a Uktus.
- 23 giugno 1941 - il pilota Nikolaj Aleksadrovič Iščenko in servizio a Uktus dal 1935 diventò l'Eroe dell'Unione Sovietica in seguito all'attacco aereo vicino a Minsk dietro la linea di fronte del nemico. lo scrittore sovietico Konstantin Michajlovič Simonov ha descritto l'atto eroico del pilota da Sverdlovsk nel suo romanzo "I vivi e i morti" pubblicato nel 1959.
- 28 agosto 1943 - il Terzo Distaccamento di Aviazione dei Trasporti dell'URSS si trasferisce da Uktus all'aeroporto di Ekaterinburg-Kol'covo.
- 1955 - la creazione del 123º Distaccamento Aereo Unito a Uktus e l'arrivo degli aerei Antonov An-2. Con gli aerei An-2 ha iniziato i voli a Uktus il primo Direttore generale della Ural Airlines Sergej Nikolaevič Skuratov.
- 1957 - l'arrivo a Uktus dei primi aerei Yakovlev Yak-12 e degli elicotteri Mil Mi-1.
- 1958 - a Uktus atterra il primo elicottero Mil Mi-4.
- 18 giugno 1963 - la creazione del Secondo Distaccamento Aereo Unito di Sverdlovsk sulla base dell'aeroporto di Ekaterinburg-Uktus, il 123mp Distaccamento Aereo Unito e 326º Distaccamento degli Elicotteri.
- Marzo 1967 - i primi due Mil Mi-8 atterrano a Uktus.
- 25 agosto 1967 - il primo volo di linea operato con un Mil Mi-8 sulla rotta Uktus - Tavda - Tjumen' - Uraj.
- 1973 - al posto degli elicotteri Mil Mi-1 entrano in servizio i primi Mil Mi-2.
- 1984 - l'apertura del nuovo Terminal Passeggeri a Aramil' a 15 km a sudest da Sverdlovsk.
- 1985 - l'aeroporto Uktus si trasferisce ad Aramil'.
- 17 maggio 1986 - due elicotteri Mil Mi-8 della compagnia aerea sono stati spediti a Kiev per i lavori aerei di costruzione del sarcofago del reattore N. 4 nel luogo del Disastro di Černobyl'. In totale 40 persone tra i tecnici, i piloti degli elicotteri ed ingegneri di bordo hanno partecipato nelle spedizioni in Ucraina.
- Luglio 1988 - l'arrivo dei primi Antonov An-28 all'aeroporto Uktus e l'inizio dei voli di linea per Berezniki, Severoural'sk, Krasnoufimsk, Magnitogorsk, Tavda.
- 20 novembre 1994 - il primo Yakovlev Yak-40 atterra all'aeroporto Uktus.
- Ottobre 2002 - l'arrivo del primo Antonov An-74 dall'aeroporto di Ufa e l'inizio dello sviluppo dello hub per i voli business e VIP sulla base dell'aeroporto Uktus.
- 1º novembre 2002 - il primo volo internazionale sulla linea Ekateriburg-Uktus - Praga con un Antonov An-74.
- 13 marzo 2007 - il primo volo charter domestico dall'aeroporto di Ekaterinburg-Uktus è stato effettuato con un aereo svizzero Pilatus PC-12/47.
- marzo 2011 - bancarotta.

## Storia Uktus-Avia
- Fondazione 2010
- 18 gennaio 2012 - il piano di investimenti del Governo di Ekaterinburg ha stanziato 200 milioni RUR per i nuovi aerei dell'Uktus-Avia per effettuare i voli di linea regionali dall'aeroporto Uktus e per ristrutturare il debito di 150 milioni RUR di fronte ai creditori della compagnia aerea russa.[1]

## Strategia
La Uktus-Avia effettua trasporto aereo charter passeggeri e cargo con una flotta di aerei Antonov An-2, Antonov An-74, Pilatus PC-12/47, Yakovlev Yak-40 e con gli elicotteri Mil Mi-2, Mil Mi-8.
Attualmente, gli aerei della compagnia aerea si basano all'aeroporto di Ekaterinburg-Uktus.

## Flotta
Aerei
- 8 Antonov An-2TP
- 1 Antonov An-2R
- 1 Antonov An-74TK-100C
- 1 Antonov An-74D
- 1 Let L 410
- 2 Pilatus PC-12/47
- 3 Yakovlev Yak-40AT/K

Elicotteri
- 1 Mil Mi-2
- 10 Mil Mi-8T
- 4 Mil Mi-8MT

## Flotta storica
- Antonov An-28
- Mil Mi-1
- Mil Mi-4
- Polikarpov Po-2
- Yakovlev Yak-12
- Yakovlev Yak-18

## Incidenti

### Aeroflot-Sverdlovsk-2
- 3 ottobre 1986 - un Mil Mi-8 (CCCP-22833) è precipitato vicino a Verchnjaja Pyshma, nell'Oblast' di Sverdlovsk, Russia. L'equipaggio doveva effettuare lo smantellamento della vecchia ciminiera di 100 m d'altezza e durante il tentativo di lancio del dispositivo verso il tubo nella manovra successiva un cavo d'acciaio del dispositivo è stato agganciato dal camino e tirato fortemente. L'elicottero ha toccato con le eliche il tubo ed l'equipaggio ha perso il controllo del velivolo schiantandosi a terra. 2 piloti e 1 membro d'equipaggio dell'elicottero sono morti nell'incidente.[2]

### Uktus-Avia
- Il 12 marzo 2013 un Let L 410 dell'Uktus-Avia ha effettuato un atterraggio d'emergenza all'aeroporto di Ekaterinburg-Kol'covo in seguito al blocco del sistema di carrelli d'atterraggio.[3]